# Course en ligne féminine aux championnats d'Europe de cyclisme sur route 2021
La course en ligne féminine des championnats d'Europe de cyclisme sur route 2021 a lieu le 11 septembre 2021 à Trente, en Italie. Elle est remportée par la Néerlandaise Ellen van Dijk. 

## Parcours
Le circuit est long de 13,2 kilomètres et reste à Trente. Il a 250 mètres de dénivelé positif. Ce circuit comporte la montée du Povo, avec un départ et une arrivée situés sur la place du Dôme de Trente. Les 2 premiers kilomètres sont essentiellement plats. À partir de la Via San Marco, commence la montée vers le Povo (3,6 km à 4,7%). La descente suivante amène les coureurs sur la Piazza Vicenza, puis vers les 4 derniers kilomètres entièrement plats dans les rues du centre-ville jusqu'à la ligne d'arrivée au Dôme.

## Favorites
La formation des Pays-Bas fait figure de favorites avec les vainqueurs sortantes Annemiek van Vleuten et Marianne Vos, ainsi que Demi Vollering. Elisa Longo Borghini récente vainqueur du Grand Prix de Plouay, ainsi que Marlen Reusser vainqueur du contre-la-montre sont également candidates à la victoire.

## Récit de la course
La côte provoque immédiatement une sélection, vingt-cinq coureuses étant distancées dans la première ascension. Dans la descente du deuxième tour, Audrey Cordon-Ragot attaque. Elle est reprise par le peloton mené par les Pays-Bas et la Belgique. Eugénie Duval contre. Elle est rejointe par Tanja Erath, mais Riejanne Markus provoque un regroupement général. À quatre-vingt kilomètres de l'arrivée, Audrey Cordon-Ragot réédite son attaque. Elle obtient vingt secondes d'avance, mais est également reprise. Quinze kilomètres plus loin, un groupe de quatre sort. Il s'agit de : Ellen van Dijk, Aude Biannic, Soraya Paladin et Romy Kasper. Au bout de dix kilomètres, elles ont une minute d'avance. À quarante-huit kilomètres de la ligne, dans la côte, Aude Biannic lâche. Dans le peloton, Marianne Vos perd pied également. La formation néerlandaise mène le peloton pour maintenir un écart faible sur l'échappée. Le tour suivant voit Romy Kasper être distancée dans la côte. Dans la ville, Ellen van Dijk attaque Soraya Paladin. Celle-ci revient néanmoins. La Néerlandaise poursuit son effort dans la montée et se retrouve seule à vingt-trois kilomètres du but. Liane Lippert passe à l'offensive dans le peloton. Cela provoque la formation d'un groupe de favorites à l'avant. Il est composé de : Marlen Reusser, Annemiek van Vleuten, Elisa Longo Borghini, Alena Amialiusik, Marta Cavalli, Rasa Leleivytė, Katarzyna Niewiadoma et Demi Vollering. L'écart sur Ellen van Dijk faiblit alors, mais repart à la hausse ensuite. Elisa Longo Borghini mène la poursuite. Dans la dernière montée, Liane Lippert accélère de nouveau. Elle est seulement suivie par Katarzyna Niewiadoma. Annemiek van Vleuten semble en difficulté mais revient sur le duo progressivement. Le groupe se reforme. Ellen van Dijk gagne l'épreuve. Derrière, Liane Lippert gagne le sprint dans les rues étroites de Trente devant Rasa Leleivytė.

## Classement
| \| Classement général \| Classement général \| Classement général \| Classement général \| Classement général \| \| Coureur \| Coureur \| Pays \| Équipe \| Temps \| \| ------------------ \| -------------------- \| ------------------ \| ------------------ \| ------------------ \| \| 1re \| Ellen van Dijk \| Pays-Bas \| Pays-Bas \| 2 h 50 min 35 s \| \| 2e \| Liane Lippert \| Allemagne \| Allemagne \| + 1 min 18 s \| \| 3e \| Rasa Leleivytė \| Lituanie \| Lituanie \| + 1 min 18 s \| \| 4e \| Katarzyna Niewiadoma \| Pologne \| Pologne \| + 1 min 18 s \| \| 5e \| Demi Vollering \| Pays-Bas \| Pays-Bas \| + 1 min 19 s \| \| 6e \| Marta Cavalli \| Italie \| Italie \| + 1 min 19 s \| \| 7e \| Marlen Reusser \| Suisse \| Suisse \| + 1 min 19 s \| \| 8e \| Alena Amialiusik \| Biélorussie \| Biélorussie \| + 1 min 19 s \| \| 9e \| Annemiek van Vleuten \| Pays-Bas \| Pays-Bas \| + 1 min 21 s \| \| 10e \| Elisa Balsamo \| Italie \| Italie \| + 2 min 29 s \| |                      |             |             |                 |
| |                      |             |             |                 |
| |                      |             |             |                 |
| Classement général |                      |             |             |                 |
| Coureur | Coureur              | Pays        | Équipe      | Temps           |
| 1re | Ellen van Dijk       | Pays-Bas    | Pays-Bas    | 2 h 50 min 35 s |
| 2e | Liane Lippert        | Allemagne   | Allemagne   | + 1 min 18 s    |
| 3e | Rasa Leleivytė       | Lituanie    | Lituanie    | + 1 min 18 s    |
| 4e | Katarzyna Niewiadoma | Pologne     | Pologne     | + 1 min 18 s    |
| 5e | Demi Vollering       | Pays-Bas    | Pays-Bas    | + 1 min 19 s    |
| 6e | Marta Cavalli        | Italie      | Italie      | + 1 min 19 s    |
| 7e | Marlen Reusser       | Suisse      | Suisse      | + 1 min 19 s    |
| 8e | Alena Amialiusik     | Biélorussie | Biélorussie | + 1 min 19 s    |
| 9e | Annemiek van Vleuten | Pays-Bas    | Pays-Bas    | + 1 min 21 s    |
| 10e | Elisa Balsamo        | Italie      | Italie      | + 2 min 29 s    |

## Liste des participantes
| Légende | Légende                                                                                  | Légende | Légende                                                    |
| ------- | ---------------------------------------------------------------------------------------- | ------- | ---------------------------------------------------------- |
| Num     | Dossard de départ porté par le coureur sur ce championnat d'Europe de cyclisme sur route | Pos     | Position à l'arrivée de la course                          |
|         | Indique un maillot de champion national ou mondial, suivi de sa spécialité               | NP      | Indique un coureur qui n'a pas pris le départ de la course |
| AB      | Indique un coureur qui n'a pas terminé la course                                         | HD      | Indique un coureur qui a terminé la course hors des délais |

| Pays-Bas NED | Pays-Bas NED                | Pays-Bas NED |
| ------------ | --------------------------- | ------------ |
| Num          | Coureur                     | Pos          |
| 1            | Floortje Mackaij            | 12e          |
| 2            | Riejanne Markus             | 17e          |
| 3            | Amy Pieters                 | 16e          |
| 4            | Chantal van den Broek-Blaak | AB           |
| 5            | Ellen van Dijk              | 1re          |
| 6            | Annemiek van Vleuten        | 9e           |
| 7            | Demi Vollering              | 5e           |
| 8            | Marianne Vos                | AB           |

| Italie ITA | Italie ITA           | Italie ITA |
| ---------- | -------------------- | ---------- |
| Num        | Coureur              | Pos        |
| 9          | Elisa Balsamo        | 10e        |
| 10         | Sofia Bertizzolo     | AB         |
| 11         | Marta Cavalli        | 6e         |
| 12         | Tatiana Guderzo      | AB         |
| 13         | Elisa Longo Borghini | 32e        |
| 14         | Erica Magnaldi       | 24e        |
| 15         | Soraya Paladin       | AB         |
| 16         | Debora Silvestri     | AB         |

| Danemark DEN | Danemark DEN       | Danemark DEN |
| ------------ | ------------------ | ------------ |
| Num          | Coureur            | Pos          |
| 17           | Trine Holmsgaard   | AB           |
| 18           | Marita Jensen      | AB           |
| 19           | Pernille Mathiesen | AB           |

| Allemagne GER | Allemagne GER   | Allemagne GER |
| ------------- | --------------- | ------------- |
| Num           | Coureur         | Pos           |
| 20            | Lisa Brennauer  | 11e           |
| 21            | Tanja Erath     | AB            |
| 22            | Kathrin Hammes  | 20e           |
| 23            | Romy Kasper     | AB            |
| 24            | Lisa Klein      | AB            |
| 25            | Corinna Lechner | 30e           |
| 26            | Liane Lippert   | 2e            |
| 27            | Trixi Worrack   | AB            |

| Belgique BEL | Belgique BEL       | Belgique BEL |
| ------------ | ------------------ | ------------ |
| Num          | Coureur            | Pos          |
| 28           | Valerie Demey      | AB           |
| 29           | Ann-Sophie Duyck   | AB           |
| 30           | Lotte Kopecky      | 14e          |
| 31           | Lone Meertens      | AB           |
| 32           | Sara Van de Vel    | AB           |
| 33           | Julie Van de Velde | AB           |
| 34           | Fien Van Eynde     | AB           |
| 35           | Jesse Vandenbulcke | AB           |

| Pologne POL | Pologne POL          | Pologne POL |
| ----------- | -------------------- | ----------- |
| Num         | Coureur              | Pos         |
| 36          | Małgorzata Jasińska  | AB          |
| 37          | Karolina Karasiewicz | AB          |
| 38          | Marta Lach           | 25e         |
| 39          | Aurela Nerlo         | AB          |
| 40          | Katarzyna Niewiadoma | 4e          |
| 41          | Anna Plichta         | AB          |
| 42          | Dorota Przezak       | AB          |

| France FRA | France FRA          | France FRA |
| ---------- | ------------------- | ---------- |
| Num        | Coureur             | Pos        |
| 43         | Aude Biannic        | AB         |
| 44         | Audrey Cordon-Ragot | AB         |
| 45         | Eugénie Duval       | AB         |
| 46         | Victorie Guilman    | 26e        |
| 47         | Juliette Labous     | 18e        |
| 48         | Gladys Verhulst     | AB         |
| 49         | Morgane Coston      | AB         |

| Suisse SUI | Suisse SUI     | Suisse SUI |
| ---------- | -------------- | ---------- |
| Num        | Coureur        | Pos        |
| 50         | Caroline Baur  | AB         |
| 51         | Elise Chabbey  | 15e        |
| 52         | Marlen Reusser | 7e         |

| Espagne ESP | Espagne ESP            | Espagne ESP |
| ----------- | ---------------------- | ----------- |
| Num         | Coureur                | Pos         |
| 53          | Sandra Alonso          | AB          |
| 54          | Ziortza Isasi          | AB          |
| 55          | Eukene Larrarte        | AB          |
| 56          | Irene Mendez Melgarejo | AB          |
| 57          | Eider Merino           | 19e         |
| 58          | Lourdes Oyarbide       | AB          |
| 59          | Gloria Rodríguez       | AB          |

| Norvège NOR | Norvège NOR           | Norvège NOR |
| ----------- | --------------------- | ----------- |
| Num         | Coureur               | Pos         |
| 60          | Katrine Aalerud       | 22e         |
| 61          | Susanne Andersen      | 31e         |
| 62          | Ingvild Gåskjenn      | AB          |
| 63          | Ingrid Lorvik         | AB          |
| 64          | Mie Bjørndal Ottestad | 29e         |

| Russie RUS | Russie RUS          | Russie RUS |
| ---------- | ------------------- | ---------- |
| Num        | Coureur             | Pos        |
| 65         | Tatiana Antoshina   | AB         |
| 66         | Anastasia Chursina  | AB         |
| 67         | Tamara Dronova      | 27e        |
| 68         | Seda Krylova        | AB         |
| 69         | Margarita Syrodoeva | AB         |

| Autriche AUT | Autriche AUT            | Autriche AUT |
| ------------ | ----------------------- | ------------ |
| Num          | Coureur                 | Pos          |
| 70           | Sarah Rijkes            | AB           |
| 71           | Christina Schweinberger | AB           |
| 72           | Angelika Tazreiter      | AB           |

| Suède SWE | Suède SWE       | Suède SWE |
| --------- | --------------- | --------- |
| Num       | Coureur         | Pos       |
| 73        | Nathalie Eklund | AB        |
| 74        | Hanna Nilsson   | 28e       |

| Slovénie SLO | Slovénie SLO  | Slovénie SLO |
| ------------ | ------------- | ------------ |
| Num          | Coureur       | Pos          |
| 75           | Urška Bravec  | AB           |
| 76           | Eugenia Bujak | 13e          |
| 77           | Urška Žigart  | 23e          |

| Ukraine UKR | Ukraine UKR        | Ukraine UKR |
| ----------- | ------------------ | ----------- |
| Num         | Coureur            | Pos         |
| 78          | Julia Biryukova    | AB          |
| 79          | Valeriya Kononenko | AB          |
| 80          | Olena Sharga       | AB          |
| 81          | Olga Shekel        | AB          |
| 82          | Hanna Solovey      | AB          |

| Lituanie LTU | Lituanie LTU      | Lituanie LTU |
| ------------ | ----------------- | ------------ |
| Num          | Coureur           | Pos          |
| 83           | Olivija Baleišytė | AB           |
| 84           | Inga Čilvinaitė   | AB           |
| 85           | Rasa Leleivytė    | 3e           |
| 86           | Viktorija Senkutė | AB           |

| Biélorussie BLR | Biélorussie BLR  | Biélorussie BLR |
| --------------- | ---------------- | --------------- |
| Num             | Coureur          | Pos             |
| 87              | Alena Amialiusik | 8e              |

| Hongrie HUN | Hongrie HUN  | Hongrie HUN |
| ----------- | ------------ | ----------- |
| Num         | Coureur      | Pos         |
| 88          | Zsófia Szabó | AB          |

| Tchéquie CZE | Tchéquie CZE      | Tchéquie CZE |
| ------------ | ----------------- | ------------ |
| Num          | Coureur           | Pos          |
| 89           | Nikola Bajgerová  | AB           |
| 90           | Jarmila Machačová | AB           |
| 91           | Nikola Nosková    | AB           |

| Israël ISR | Israël ISR       | Israël ISR |
| ---------- | ---------------- | ---------- |
| Num        | Coureur          | Pos        |
| 92         | Rotem Gafinovitz | AB         |
| 93         | Omer Shapira     | 21e        |

| Lettonie LAT | Lettonie LAT | Lettonie LAT |
| ------------ | ------------ | ------------ |
| Num          | Coureur      | Pos          |
| 94           | Lija Laizāne | AB           |

| Slovaquie SVK | Slovaquie SVK    | Slovaquie SVK |
| ------------- | ---------------- | ------------- |
| Num           | Coureur          | Pos           |
| 95            | Tereza Medvedová | AB            |

| Irlande IRL | Irlande IRL     | Irlande IRL |
| ----------- | --------------- | ----------- |
| Num         | Coureur         | Pos         |
| 96          | Megan Armitage  | AB          |
| 97          | Ellen Mcdermott | AB          |

| Islande ISL | Islande ISL           | Islande ISL |
| ----------- | --------------------- | ----------- |
| Num         | Coureur               | Pos         |
| 98          | Silja Jóhannesdóttir  | AB          |
| 99          | Hafdís Sigurðardóttir | AB          |

| Roumanie ROU | Roumanie ROU       | Roumanie ROU |
| ------------ | ------------------ | ------------ |
| Num          | Coureur            | Pos          |
| 100          | Manuela Muresan    | AB           |
| 101          | Georgeta Ungureanu | AB           |

| Eneicat-RBH EIC | Eneicat-RBH EIC     | Eneicat-RBH EIC |
| --------------- | ------------------- | --------------- |
| Num             | Coureur             | Pos             |
| 102             | Varvara Fasoi (GRE) | AB              |

| Pays-Bas NED | Pays-Bas NED                | Pays-Bas NED |
| ------------ | --------------------------- | ------------ |
| Num          | Coureur                     | Pos          |
| 1            | Floortje Mackaij            | 12e          |
| 2            | Riejanne Markus             | 17e          |
| 3            | Amy Pieters                 | 16e          |
| 4            | Chantal van den Broek-Blaak | AB           |
| 5            | Ellen van Dijk              | 1re          |
| 6            | Annemiek van Vleuten        | 9e           |
| 7            | Demi Vollering              | 5e           |
| 8            | Marianne Vos                | AB           |

| Italie ITA | Italie ITA           | Italie ITA |
| ---------- | -------------------- | ---------- |
| Num        | Coureur              | Pos        |
| 9          | Elisa Balsamo        | 10e        |
| 10         | Sofia Bertizzolo     | AB         |
| 11         | Marta Cavalli        | 6e         |
| 12         | Tatiana Guderzo      | AB         |
| 13         | Elisa Longo Borghini | 32e        |
| 14         | Erica Magnaldi       | 24e        |
| 15         | Soraya Paladin       | AB         |
| 16         | Debora Silvestri     | AB         |

| Danemark DEN | Danemark DEN       | Danemark DEN |
| ------------ | ------------------ | ------------ |
| Num          | Coureur            | Pos          |
| 17           | Trine Holmsgaard   | AB           |
| 18           | Marita Jensen      | AB           |
| 19           | Pernille Mathiesen | AB           |

| Allemagne GER | Allemagne GER   | Allemagne GER |
| ------------- | --------------- | ------------- |
| Num           | Coureur         | Pos           |
| 20            | Lisa Brennauer  | 11e           |
| 21            | Tanja Erath     | AB            |
| 22            | Kathrin Hammes  | 20e           |
| 23            | Romy Kasper     | AB            |
| 24            | Lisa Klein      | AB            |
| 25            | Corinna Lechner | 30e           |
| 26            | Liane Lippert   | 2e            |
| 27            | Trixi Worrack   | AB            |

| Belgique BEL | Belgique BEL       | Belgique BEL |
| ------------ | ------------------ | ------------ |
| Num          | Coureur            | Pos          |
| 28           | Valerie Demey      | AB           |
| 29           | Ann-Sophie Duyck   | AB           |
| 30           | Lotte Kopecky      | 14e          |
| 31           | Lone Meertens      | AB           |
| 32           | Sara Van de Vel    | AB           |
| 33           | Julie Van de Velde | AB           |
| 34           | Fien Van Eynde     | AB           |
| 35           | Jesse Vandenbulcke | AB           |

| Pologne POL | Pologne POL          | Pologne POL |
| ----------- | -------------------- | ----------- |
| Num         | Coureur              | Pos         |
| 36          | Małgorzata Jasińska  | AB          |
| 37          | Karolina Karasiewicz | AB          |
| 38          | Marta Lach           | 25e         |
| 39          | Aurela Nerlo         | AB          |
| 40          | Katarzyna Niewiadoma | 4e          |
| 41          | Anna Plichta         | AB          |
| 42          | Dorota Przezak       | AB          |

| France FRA | France FRA          | France FRA |
| ---------- | ------------------- | ---------- |
| Num        | Coureur             | Pos        |
| 43         | Aude Biannic        | AB         |
| 44         | Audrey Cordon-Ragot | AB         |
| 45         | Eugénie Duval       | AB         |
| 46         | Victorie Guilman    | 26e        |
| 47         | Juliette Labous     | 18e        |
| 48         | Gladys Verhulst     | AB         |
| 49         | Morgane Coston      | AB         |

| Suisse SUI | Suisse SUI     | Suisse SUI |
| ---------- | -------------- | ---------- |
| Num        | Coureur        | Pos        |
| 50         | Caroline Baur  | AB         |
| 51         | Elise Chabbey  | 15e        |
| 52         | Marlen Reusser | 7e         |

| Espagne ESP | Espagne ESP            | Espagne ESP |
| ----------- | ---------------------- | ----------- |
| Num         | Coureur                | Pos         |
| 53          | Sandra Alonso          | AB          |
| 54          | Ziortza Isasi          | AB          |
| 55          | Eukene Larrarte        | AB          |
| 56          | Irene Mendez Melgarejo | AB          |
| 57          | Eider Merino           | 19e         |
| 58          | Lourdes Oyarbide       | AB          |
| 59          | Gloria Rodríguez       | AB          |

| Norvège NOR | Norvège NOR           | Norvège NOR |
| ----------- | --------------------- | ----------- |
| Num         | Coureur               | Pos         |
| 60          | Katrine Aalerud       | 22e         |
| 61          | Susanne Andersen      | 31e         |
| 62          | Ingvild Gåskjenn      | AB          |
| 63          | Ingrid Lorvik         | AB          |
| 64          | Mie Bjørndal Ottestad | 29e         |

| Russie RUS | Russie RUS          | Russie RUS |
| ---------- | ------------------- | ---------- |
| Num        | Coureur             | Pos        |
| 65         | Tatiana Antoshina   | AB         |
| 66         | Anastasia Chursina  | AB         |
| 67         | Tamara Dronova      | 27e        |
| 68         | Seda Krylova        | AB         |
| 69         | Margarita Syrodoeva | AB         |

| Autriche AUT | Autriche AUT            | Autriche AUT |
| ------------ | ----------------------- | ------------ |
| Num          | Coureur                 | Pos          |
| 70           | Sarah Rijkes            | AB           |
| 71           | Christina Schweinberger | AB           |
| 72           | Angelika Tazreiter      | AB           |

| Suède SWE | Suède SWE       | Suède SWE |
| --------- | --------------- | --------- |
| Num       | Coureur         | Pos       |
| 73        | Nathalie Eklund | AB        |
| 74        | Hanna Nilsson   | 28e       |

| Slovénie SLO | Slovénie SLO  | Slovénie SLO |
| ------------ | ------------- | ------------ |
| Num          | Coureur       | Pos          |
| 75           | Urška Bravec  | AB           |
| 76           | Eugenia Bujak | 13e          |
| 77           | Urška Žigart  | 23e          |

| Ukraine UKR | Ukraine UKR        | Ukraine UKR |
| ----------- | ------------------ | ----------- |
| Num         | Coureur            | Pos         |
| 78          | Julia Biryukova    | AB          |
| 79          | Valeriya Kononenko | AB          |
| 80          | Olena Sharga       | AB          |
| 81          | Olga Shekel        | AB          |
| 82          | Hanna Solovey      | AB          |

| Lituanie LTU | Lituanie LTU      | Lituanie LTU |
| ------------ | ----------------- | ------------ |
| Num          | Coureur           | Pos          |
| 83           | Olivija Baleišytė | AB           |
| 84           | Inga Čilvinaitė   | AB           |
| 85           | Rasa Leleivytė    | 3e           |
| 86           | Viktorija Senkutė | AB           |

| Biélorussie BLR | Biélorussie BLR  | Biélorussie BLR |
| --------------- | ---------------- | --------------- |
| Num             | Coureur          | Pos             |
| 87              | Alena Amialiusik | 8e              |

| Hongrie HUN | Hongrie HUN  | Hongrie HUN |
| ----------- | ------------ | ----------- |
| Num         | Coureur      | Pos         |
| 88          | Zsófia Szabó | AB          |

| Tchéquie CZE | Tchéquie CZE      | Tchéquie CZE |
| ------------ | ----------------- | ------------ |
| Num          | Coureur           | Pos          |
| 89           | Nikola Bajgerová  | AB           |
| 90           | Jarmila Machačová | AB           |
| 91           | Nikola Nosková    | AB           |

| Israël ISR | Israël ISR       | Israël ISR |
| ---------- | ---------------- | ---------- |
| Num        | Coureur          | Pos        |
| 92         | Rotem Gafinovitz | AB         |
| 93         | Omer Shapira     | 21e        |

| Lettonie LAT | Lettonie LAT | Lettonie LAT |
| ------------ | ------------ | ------------ |
| Num          | Coureur      | Pos          |
| 94           | Lija Laizāne | AB           |

| Slovaquie SVK | Slovaquie SVK    | Slovaquie SVK |
| ------------- | ---------------- | ------------- |
| Num           | Coureur          | Pos           |
| 95            | Tereza Medvedová | AB            |

| Irlande IRL | Irlande IRL     | Irlande IRL |
| ----------- | --------------- | ----------- |
| Num         | Coureur         | Pos         |
| 96          | Megan Armitage  | AB          |
| 97          | Ellen Mcdermott | AB          |

| Islande ISL | Islande ISL           | Islande ISL |
| ----------- | --------------------- | ----------- |
| Num         | Coureur               | Pos         |
| 98          | Silja Jóhannesdóttir  | AB          |
| 99          | Hafdís Sigurðardóttir | AB          |

| Roumanie ROU | Roumanie ROU       | Roumanie ROU |
| ------------ | ------------------ | ------------ |
| Num          | Coureur            | Pos          |
| 100          | Manuela Muresan    | AB           |
| 101          | Georgeta Ungureanu | AB           |

| Eneicat-RBH EIC | Eneicat-RBH EIC     | Eneicat-RBH EIC |
| --------------- | ------------------- | --------------- |
| Num             | Coureur             | Pos             |
| 102             | Varvara Fasoi (GRE) | AB              |